# D-Day (serie de televisión)
D-Day (en hangul, 디 데이) titulada en español como Día D, es una serie de televisión surcoreana de acción emitida durante 2015 y protagonizada por Kim Young Kwang, Jung So Min, Ha Seok Jin y Lee Kyung Young.
Fue trasmitida por JTBC desde el 18 de septiembre hasta el 21 de noviembre de 2015, finalizando con una longitud de 20 episodios al aire las noches de los días viernes y sábados a las 20:40 (KST). La serie dramatiza de forma cronológica el funcionamiento del sistema de emergencias de Seúl ante un terremoto de gran magnitud y el colapso de la ciudad.

## Argumento
En Seúl comienza el rumor de una predicción que provee información acerca del Día-D, en el cual un posible gran movimiento sísmico afectaría Seúl, pero no se le da importancia incluso en uno de los noticieros del país, mientras la competencia entre el decidido doctor Lee Hae Sung (Kim Young Kwang) y Ha Suk Jin (Han Woo Jin) quien a toda costa desea que sus triunfos se destaquen siendo amparado por el director del hospital Park Gun (Lee Kyung Young) en medio de una campaña por hacer que el hospital Mirae se convierta en el mejor.
Hae Sung comienza a enamorarse de Ddol mi (Jung So Min), pero la desgracia comienza y pequeños rastros empiezan a dar por acertada la predicción, hasta que el terremoto inicia y deja la ciudad en ruinas dejando el historial impecable del hospital Mirae a la intemperie debido a que se convierte en un centro de recepción de víctimas, como medida tomada por el gobierno. Hae Sung y Ddol en medio del caos viven su romance mientras el trabajo en el hospital no para.
El director Park Gun trata de utilizar la desgracia como oportunidad para hacer crecer el hospital, pero la situación se le sale de las manos y todo queda en manos de diferentes jóvenes médicos poco experimentados que intentan dar todo de sí mismos para acabar con la desgracia.

## Reparto

### Principal
- Kim Young-kwang como Lee Hae Sung.[3]
- Jung So-min como Jung Ddol Mi.
- Ha Suk-jin como Han Woo Jin.
- Lee Kyung-young como Park Gun.

### Secundario
Hospital Mirae
- Kim Hye-eun como Kang Joo Ran.[4]
- Yoon Joo-hee como Park Ji Na.
- Kim Jung-hwa como Eun So Yool.[5]
- Lee Sung-yeol como Ahn Dae Gil.[6]
- Joo Hyun-jin como On Jung Won.
- Yeo Moo-young como Yoo Young Tak
- Ko Kyu-pil como Yoo Myung-hyun.
- Kim Jae-hwa como Kim Hyun Sook.

Bomberos
- Kim Sang-ho como Choi Il-seop.
- Song Ji-ho como Lee Woo Sung.[7]
- Kim Ki-moo como Cha Ki Woong.

### Otros
- Cha In Pyo como Koo Ja Hyuk.
- Kim Sang Il como Bae Myung Kyoon.
- Re Min.
- Ho Hyo Hoon.
- Han Seo Jin.
- Choi Young.
- Wi Yang Ho.
- Lee Young Eun.
- Shin Soo-jung como Im Seong.mi.
- Jung Yoon Sun.
- Yoo Pil Lin.
- Hwang Tae Kwang.
- Lee Yoon Sang.
- Jung Hyun Suk.

Apariciones especiales
- Gil Yong Woo.
- Lee Kyung Jin.